# Three Months
 (avril 2022).
Si vous disposez d'ouvrages ou d'articles de référence ou si vous connaissez des sites web de qualité traitant du thème abordé ici, merci de compléter l'article en donnant les références utiles à sa vérifiabilité et en les liant à la section « Notes et références ».
Pour plus de détails, voir Fiche technique et Distribution.
Three Months est une comédie dramatique américaine écrite et réalisée par Jared Frieder et sortie en 2022.

## Synopsis
En 2011 en Floride. À la veille de l'obtention de son diplôme, Caleb Cohn, un adolescent gay, apprend qu'il a été exposé au VIH. Il doit alors attendre trois mois pour obtenir les résultats de son test et réalise que sa vie est sur le point de prendre un tournant.

## Fiche technique
Sauf indication contraire, les informations mentionnées dans cette section peuvent être confirmées par la base de données cinématographiques IMDb,  présente dans la section « Liens externes ».
- Réalisation et scénario : Jared Frieder
- Musique : Roger Neill
- Décors : Melisa Jusufi
- Costumes : Whitney Anne Adams
- Photographie : Chananun Chotrungroj
- Montage : Robert Hoffman
- Production : Lara Alameddine, Daniel Dubiecki, Alexander Motlagh
- Sociétés de production : MTV Entertainment Studios et The Allegiance Theater
- Société de distribution : Paramount+ (États-Unis)
- Pays de production :  États-Unis
- Langue originale : anglais
- Format : couleur
- Genre : comédie dramatique, teen movie
- Durée : 104 minutes
- Dates de sortie :
  - États-Unis : 23 février 2022 (sur Paramount+)

## Distribution
- Troye Sivan : Caleb
- Viveik Kalra : Estha
- Brianne Tju : Dara
- Javier Muñoz : Dr Diaz
- Judy Greer : Suzanne
- Amy Landecker : Edith
- Louis Gossett Jr. : Benny
- Ellen Burstyn : Valerie

## Accueil
Sur Rotten Tomatoes, le film a actuellement un taux d'approbation de 79% sur la base de 14 critiques.